# Tartuffe

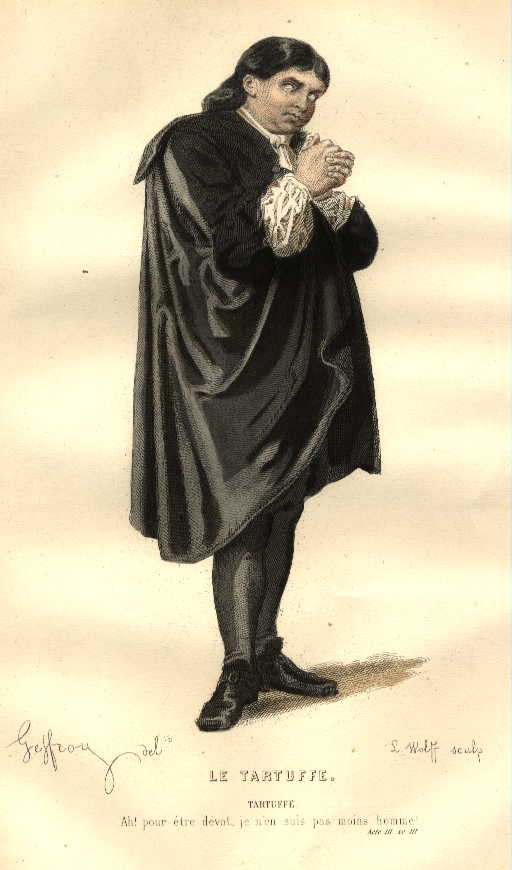
Costum folosit în operă, sec XIX

Tartuffe (franceză: Tartuffe, ou l'Imposteur)  este o comedie în versuri în cinci acte scrisă de Molière și reprezentată pentru prima dată 12 mai 1664 la palatul Versailles.

## Omul clasic între datorie și pasiune
În această operă, Moliere prezintă omul clasic oscilând între datoria de tată, soț, persoană publică și pasiunea, sau chiar nebunia, obsesia, făcută pentru un necunoscut în care a avut încredere deplină. Orgon a refuzat să își creadă familia și a preferat să dea ascultare unui străin; a fost nechibzuit, imprudent, dar el a ales să își urmeze instinctul decât să se încreadă în valorile acelei epoci care puneau totuși familia pe primul plan. Cu toate că Orgon l-a crezut pe Tartuffe -un reprezentant al Divinității– o altă mare valoare a vremii – el și-a renegat propriul fiu, fără ca măcar să îl asculte; el a procedat așa cum îl îndemnase cel care pentru el reprezenta religia și îl ghida în tot. 
Se spune, deci, că personajul lui Moliere a ales inițial pasiunea – având încredere totală într-un străin – iar apoi datoria, ascultând ce a spus reprezentatul bisericii.

## Rezumat
Familia lui Orgon este dezbinată deoarece Orgon și mama lui au căzut sub influența lui Tartuffe, un hoț religios, un vagabond înainte de a fi ajutat de Orgon. Tartuffe pretinde că este pios și că vorbește cu autoritatea divină și Doamna Pernelle și fiul ei nu mai iau nicio decizie înainte de a-l întreba pe sfetnicul lor.
Restul familiei și regele lor nu sunt păcăliți de șireteniile lui Tartuffe și îl detestă. Mizele se măresc când Orgon anunță că îl va însura pe Tartuffe cu fata lui, Mariane (deja logodită cu Valer). Mariane este desigur foarte supărată la aflarea acestor vești, iar restul familiei realizează cât de adânc este Tartuffe infiltrat în familie.
În efortul de a-l demasca pe Tartuffe în fața lui Orgon, familia concepe un plan prin care acesta să îi mărturisească Elmirei (soția lui Orgon) că o dorește. Ca un om pios și oaspete, el nu ar trebui să aibă astfel de sentimente pentru doamna casei și familia speră că după o astfel de confesiune, Orgon îl va da afară pe Tartuffe. Într-adevăr, musafirul încearcă să o seducă pe Elmire, dar conversația lor este întreruptă când Damis, băiatul lui Orgon, nu mai poate suporta situația și iese din ascunzătoare pentru a-l păli pe impostor.
Tartuffe este inițial șocat, dar își revine foarte repede. Când Orgon intră în cameră și Damis îi spune triumfător ceea ce s-a întâmplat, mincinosul folosește psihologia inversă și se acuză pe el însuși: “Da, frate, sunt nevrednic, sunt vinovat în toate / Un biet bătut de patimi și de păcate plin”.
Orgon este convins că băiatul lui minte și îl izgonește din casă. Tartuffe reușește să îl convingă pe Orgon că pentru a-l învăța pe Damis o lecție, el, preotul, trebuie să stea mai mult ca niciodată în preajma Elmirei. Ca un cadou pentru Tartuffe și o pedeapsă ulterioară pentru copilul lui, Orgon trece toate proprietățile pe numele “prietenului său”.
Apoi Elmire se ocupă din nou de demascarea impostorului și îi cere lui Orgon să fie martor la o întâlnire între ea și "prietenul" lui. Orgon, ușor de convins, decide să se ascundă sub o masă în aceeași cameră, cert fiind că soția sa nu are dreptate. El aude desigur cum nevasta lui rezistă avansurilor directe din partea lui Tartuffe. În momentul în care Tartuffe este aproape gata să o violeze pe Elmira, Orgon iese de sub masă și îi ordonă acestuia să plece.
Dar oaspetele șiret intenționează să rămână și își arată în sfârșit adevărata față, deoarece Orgon îi mărturisește lui Tartuffe că se află în posesia unor scrisori incriminatorii (scrise de un prieten). Tartuffe îl amenință acum pe Orgon că dacă nu va pleca din propria lui casă, va fi expus deoarece impostorul se află acum în posesia scrisorilor. Mincinosul pleacă temporar, iar familia se gândește ce e de făcut.
Ulterior Tartuffe se întoarce cu un ofițer de poliție pentru a începe evacuarea. Dar spre surpriza lui, ofițerul îl arestează în schimb pe el. Luminatul rege a auzit nedreptățile întâmplate în casă și a decis să îl aresteze pe Tartuffe. Chiar și Doamna Pernelle este acum convinsă de cum de fapt protejatul ei și întreaga familie este recunoscătoare că a scăpat de un criminal în serie care își schimbă adesea numele pentru a nu fi prins.

## Teatru radiofonic
- 1956 - Adaptare radiofonică de Alexandru Balaci, traducere de Alexandru Toma. Regia artistică Paul Stratilat, regia de studio Ion Prodan, regia muzicală Lucian Ionescu, regia tehnică George Buican. În rolurile principale au jucat actorii Ion Finteșteanu, Jules Cazaban, Carmen Stănescu, Mihai Berechet, Catița Ispas, Nineta Gusti, Nicolae Namțu Ottonel.[1]

- 2004 - Adaptarea radiofonică de Domnica Țundrea, traducere de Romulus Vulpescu. Regia artistică Ion Vova. În distribuție: Ion Lucian, Carmen Stănescu, Mișu Fotino, Sanda Toma, Damian Crâșmaru, Rodica Popescu-Bitănescu, Andreea Bibiri, Eugen Cristea, Petre Lupu, Mihai Bisericanu, Julieta Strâmbeanu, Mihai Niculescu. Regia muzicală George Marcu, regia tehnică Vasile Manta, redactor și producător Domnica Țundrea.